# Actien-Brauerei Homburg v. d. Höhe

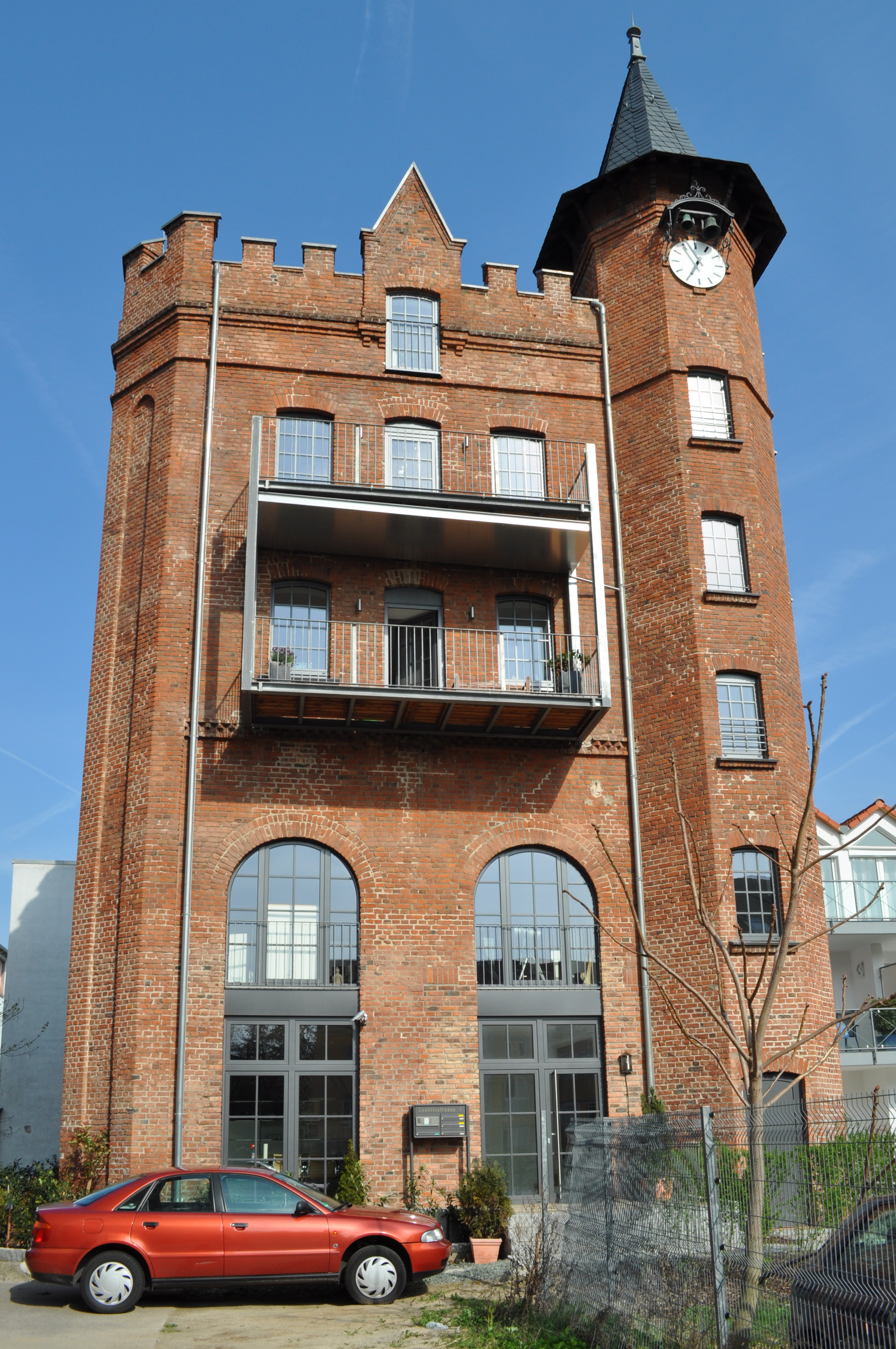
Brauereiturm

Die Actien-Brauerei Homburg v. d. Höhe vorm. A, Messerschmitt war bis 1919 die größte Brauerei in Bad Homburg vor der Höhe und ging in der Binding-Brauerei auf. Der denkmalgeschützte Brauereiturm ist mustergültig saniert.

## Geschichte
1865 bestanden in Homburg sieben Bierbrauereien. Eine davon war die in den 1840er Jahren gegründete Brauerei von Karl Nagel. Die Familie Nagel betrieb mehrere Brauereien in Homburg. 1878 waren noch die Brauereien von Heinrich Nagel und Karl Nagel in der Dorotheenstraße in Betrieb. Das Stammhaus, der Gasthof „Stadt Friedberg“ mit angeschlossener Brauerei war nach mehreren Besitzerwechseln in das Eigentum von Friedrich Gehrings gekommen. 1880 erwarb Adam Messerschmitt diese Brauerei. Sie wurde 1888 in eine Aktiengesellschaft umgewandelt und firmierte nun als Actien-Brauerei Homburg v. d. Höhe vorm. A, Messerschmitt.
Adam Messerschmitt betrieb weiterhin den Saalbau in der Louisenstraße 95. Bierlieferungsrechte bestanden für 5 Frankfurter Gaststätten. Daneben wurden viele Gaststätten im Taunus beliefert.
Die Bierbranche war einem starken Konzentrationsprozess unterworfen. Von den sieben Brauereien bestanden 1886 noch fünf und 1898 noch zwei. Ab 1912 war die Actien-Brauerei die einzige Brauerei in Homburg. 50 bis 60 Mitarbeiter waren dort beschäftigt.
1919 ging die Actien-Brauerei in der Binding-Brauerei auf.

## Boykott
1893 stellte Adam Messerschmitt die Bier- und Turnhalle des Gasthofs „Stadt Friedberg“ der SPD Homburg für ihre Versammlungen zur Verfügung. Nach Messerschmitts Tod weigerte sich der neue Direktor, weiterhin den Saal anzubieten. Die SPD rief daraufhin am 1. Mai 1895 zum Boykott der Brauerei auf. Die Maßnahme wurde jedoch September 1896 ohne Erfolg eingestellt.

## Produkte
Die Actien-Brauerei führte zwei Hauptbiere: Das „Taunus-Gold“, ein „goldhelles Bier mit weinigem Aroma“ und das dunkle „Taunus-Bräu“, einem „durchaus vollwertigem Ersatz für das teurere Münchener Bier“ (Zitate aus einer Anzeige aus dem Jahr 1912). 

## Der Brauereiturm
Der Gasthof „Stadt Friedberg“ in der Höhestraße 20/Castillostraße 1 wurde durch einen in Backstein erstellten Turm mit Zinnen, Glockenspiel im „mittelalterlichen Burgenstil“ erweitert. In seiner Begründung für die Ernennung zum Kulturdenkmal schreibt das Denkmalschutzamt über das Gebäude, dass darin „die sachliche Architektur industrieller Betriebe im Sinne des romantischen Historismus überformt wird. Damit wurde u. a. ihre Existenz als Fremdkörper im gewachsenen Umfeld städtischer Räume geschichtsbewusst legitimiert.“ Aufgrund seiner massiven Bauweise wurde der Turm nach dem ersten Luftangriff auf Bad Homburg in der Nacht vom 5. bis 6. Mai 1940 zum Schutzraum umgewidmet und blieb unzerstört. 2011 wurde die Totalsanierung und der Umbau in Wohnraum abgeschlossen.